# Bab Jedid (Tunis)
Pour les articles homonymes, voir Bab Jedid.
Bab Jedid (arabe : باب الجديد), aussi orthographiée Bab Djedid ou Bab Jdid, est l'une des portes de la médina de Tunis (Tunisie).
Sixième porte percée dans les remparts de la médina en 1278, sous le règne du souverain hafside Abû Zakariyâ Yahyâ al-Wâthiq (1277-1279), c'est tout naturellement qu'elle est nommée Bab Djedid (« Porte Neuve »). Ouvrant sur la rue du même nom, elle est surnommée « Porte des forgerons » car elle donne accès au souk des artisans exerçant ce métier.
Le quartier avoisinant accueille de nombreuses habitations (palais, grandes demeures et maisons), des boutiques abritant une grande variété de métiers, des zaouïas et des médersas. Parmi les demeures bourgeoises et aristocratiques figurent le Dar El Béji, le Dar Djellouli, le Dar Zarrouk et le Dar Bayram
Il est aussi connu pour abriter le siège du Club africain.